# Rihanna
Robyn Rihanna Fenty (Saint Michael, Barbados, 20. veljače 1988.), poznatija kao Rihanna (/riˈɑːnə/ ree-AH-nə ili /riˈænə/ ree-AN-ə), barbadoška je pjevačica, glazbena producentica, spisateljica tekstova i glumica. Kao šesnaestogodišnjakinja preselila se u Sjedinjene Američke Države i započela karijeru pod upravljanjem producenta Evana Rogersa. Počela je pjevati nakon što je potpisala ugovor s diskografskom kućom Def Jam Recordings. Kasnije je potpisala ugovor za diskografsku kuću Roc Nation čiji je vlasnik Jay Z.
Godine 2005. Rihanna je objavila svoj prvi studijski album pod imenom Music of the Sun koji se našao u top deset na top ljestvici Billboard 200. Album također sadrži hit singl "Pon de Replay". U manje od godinu dana, objavila je svoj drugi studijski album A Girl Like Me, koji je debitirao u top pet u Sjedinjenim Američkim Državama. Na albumu se nalazi singl "SOS". Rihannin treći studijski album Good Girl Gone Bad objavljen je u svibnju 2007. godine. Album je proizveo četiri hit singla "Umbrella", "Don't Stop the Music", "Take a Bow" i "Disturbia". Album je bio nominiran za devet Grammy nagrada, od čega je osvojio samo jednu. Četvrti studijski album Rated R objavljen je 2009. godine, na kojem se nalaze tri hit singla koja su se našla u top deset na ljestvici Billboard Hot 100; "Russian Roulette", "Hard" i "Rude Boy". Peti album Loud objavila je 2010. godine. Broj jedan singlovi s albuma su "Only Girl (In the World)", "What's My Name?" i "S&M". Pjesma "We Found Love je prvi singl s njenog šestog studijskog albuma Talk That Talk kojega je objavila 2011. godine.

## Životopis

### Music of the SuniA Girl like Me(2005. – 2006.)
Godine 2005. Rihanna je objavila svoj debitantski album Music of the Sun, koji je dospio na jedno od prvih 10 mjesta na top ljestvici Billboard 200  i donio joj hit singl na ljestvici Billboard Hot 100, "Pon de Replay". Manje od godinu dana kasnije, objavila je svoj drugi studijski album, A Girl Like Me koji je dospio na jedno od prvih 5 mjesta na ljestvici od Billboarda, i dao joj njen prvi singl na prvom mjestu top ljestvice Billboard 200, "SOS", kao i položaje na prvih 10 mjesta ljestvice Billboard Hot 100 sa singlovima "Unfaithful" i "Break It Off".

### Good Girl Gone Bad(2007. – 2008.)
Rihannin treći studijski album, Good Girl Gone Bad iz 2007. godine, dospio je na drugo mjesto ljestvice Billboard 200 i donio Rihanni 5 singlova koji su dospjeli na jedno od prvih 5 mjesta, uključujući tri singla na prvom mjestu Billboardove ljestvice, singlove "Umbrella", "Take a Bow" i "Disturbia", kao i svjetski hit "Don't Stop the Music". Album je nominiran za 9 Grammyja, a dobio je Grammy nagradu za najbolju rep suradnju za pjesmu "Umbrella", Rihannin duet s Jay Z-jem.

### Rated R(2009. – 2010.)
Njezin četvrti studijski album, Rated R, objavljen je u studenom 2009. godine, dospio je na četvrto mjesto na ljestvici Billboard 200. Njegova prva tri singla, "Russian Roulette", "Hard" i "Rude Boy" dospjela su na jedno od prvih 10 mjesta na ljestvici Billboard Hot 100, a "Rude Boy" je dospio na prvo mjesto.

### LoudiTalk That Talk(2010. – 2012.)
Svoj peti studijski album Loud Rihanna je izdala 16. studenog 2010. On je u svom prvom tjednu od izdanja prodao u 207.000 kopija i tako dostigao 3. mjesto na Billboardu 200. Prvi singl s albuma Only Girl (In the World) je imao veliki uspjeh, te je dostigao prvo mjesto u Australiji, Irskoj, Ujedinjenom Kraljestvu, SAD-u te drugima. Također, s istog albuma, veliki uspjeh postigle su i pjesme "Man Down" koja je šokirala obožavatelje, neke u dobrom, neke u lošem smislu gdje pjeva o tome kako je upucala muškarca koji ju je silovao... I pjesma "California King Bed" koja je proslavljena putem reklame za Nivea kremu. Izdaje album Talk That Talk kojemu je naslovna pjesma "You Da One".

### Unapologetic(2012. – 2013.)
Rihannin sedmi studijski album Unapologetic, objavljen je u studenom 2012.  U Sjedinjenim Američkim Državama, album je debitirao na broju jedan na Billboard 200 s prodajom od 238.000, obilježivši Rihannin prvi broj jedan album u zemlji. Osim toga, to je za Rihannu bio najprodavaniji debitantski tjedan u karijeri, pobijedivši njezin peti studijski album Loud  (2010). Album je Rihannin treći uzastopni broj jedan album u Velikoj Britaniji, a peti u Švicarskoj. Glavni singl s albuma, " Diamonds", dosegao broj jedan u više od dvadeset zemalja širom svijeta, uključujući i US Billboard Hot 100, njezin dvanaesti broj jedan na ljestvici koja ju je vezao s Madonnom i The Supremes kao umjetnika ' s četvrtim najvećim brojem onih na grafikonu povijesti. Drugi singl s albuma, " Stay ", s Mikky EKKO-m, dosegao je top pet u više od dvadeset zemalja, uključujući i broj tri na Billboard Hot 100 ljestvici. " Pour It Up "je objavljen kao drugi američki singl i treći u ukupnom poretku, došavši do broja 19 na Hot 100 ljestvici. Službeni remix s američkim reperom Young Jeezy, Rick Ross, Juicy J, i TI kasnije je distribuiran.  " Right Now " s Davidom Guettom slijedi kao četvrti singl s albuma, a nalazio se na broju pedeset na Hot 100 ljestvici. Kao promocija prije izlaska albuma, Rihanna je krenula na 777 Tour, mini turneju od sedam emisija u sedam zemalja u sedam dana. Dokumentarni DVD od turneje kasnije je pušten.

## Nagrade
Rihanna je primila nekoliko glazbenih nagrada, uključujući nagradu World Music Awards 2007. za najprodavaniju pop žensku izvođačicu i najbolju žensku soul/R&B izvođačicu, kao i American Music Award za najbolju pop/rock žensku izvođačicu. Jedna je od barbadoških kulturoloških veleposlanica. U siječnju 2010. godine primila je dva Grammyja za Jay Zjev singl "Run This Town" iz 2009. godine.

## Diskografija

### Studijski albumi
- Music of the Sun (2005.)
- A Girl Like Me (2006.)
- Good Girl Gone Bad (2007.)
- Rated R (2009.)
- Loud (2010.)
- Talk That Talk (2011.)
- Unapologetic   (2012.)
- Anti   (2016.)

## Turneje
Vlastite turneje
- Rihanna: Live in Concert Tour (2006.)
- Good Girl Gone Bad Tour (2007. – 2009.)
- A Girl's Night Out (2008.)
- Last Girl on Earth Tour (2010.)
- Loud Tour (2011.)
- Diamonds World Tour (2013.)
- Anti World Tour (2016.)

kao gostujući izvođač
- Glow in the Dark Tour (2008.)

## Vanjske poveznice
- Službena stranica
- Rihanna na YouTubeu
- Rihanna na MySpaceu
- Rihanna na Internet Movie Databaseu
- Rihannina Believe zaklada